# Delevan
Delevan és una població dels Estats Units a l'estat de Nova York. Segons el cens del 2000 tenia 1.089 habitants.

## Demografia
Segons el cens del 2000, Delevan tenia 1.089 habitants, 436 habitatges, i 279 famílies. La densitat de població era de 429 habitants/km².
Dels 436 habitatges en un 32,6% hi vivien nens de menys de 18 anys, en un 50,5% hi vivien parelles casades, en un 10,1% dones solteres, i en un 35,8% no eren unitats familiars. En el 29,6% dels habitatges hi vivien persones soles l'11% de les quals corresponia a persones de 65 anys o més que vivien soles. El nombre mitjà de persones vivint en cada habitatge era de 2,5 i el nombre mitjà de persones que vivien en cada família era de 3,13.
Per edats la població es repartia de la següent manera: un 28,1% tenia menys de 18 anys, un 10,4% entre 18 i 24, un 25,6% entre 25 i 44, un 23,9% de 45 a 60 i un 12% 65 anys o més.
L'edat mediana era de 34 anys. Per cada 100 dones de 18 o més anys hi havia 93,8 homes.
La renda mediana per habitatge era de 33.654 $ i la renda mediana per família de 42.039 $. Els homes tenien una renda mediana de 32.037 $ mentre que les dones 22.500 $. La renda per capita de la població era de 15.667 $. Entorn de l'11,2% de les famílies i el 14,8% de la població estaven per davall del llindar de pobresa.